# Vlag van Oudega (Smallingerland)

Vlag van Oudega

De vlag van Oudega is de dorpsvlag van het Nederlandse dorp Oudega, in de Friese gemeente Smallingerland. De vlag werd in 1982 geregistreerd. Het ontwerp van de vlag is van de hand van Piet Bultsma-Vos.

## Beschrijving
De beschrijving van de vlag is als volgt:
Gevierendeeld van goud en rood op een derde vanaf de broekzijde, het voorste deel belegd met een groen schuin liggend eikenblad.
De kleuren zijn afkomstig van het dorpswapen.

## Symboliek

Eikenblad: pars pro toto van de boom uit het wapen van de familie Van Haermsa. Dit geslacht leverde meerdere grietmannen van Smallingerland en bewoonde de Groot Haersma State te Oudega. Het dorps was daarnaast tot 1798 hoofdplaats van de grietenij Smallingerland.